# Das Gespensterschloss
Die drei ??? und das Gespensterschloss (englischer Originaltitel The Secret of Terror Castle) ist ein 1964 (in Deutschland 1968) erschienener Jugendkrimi von Robert Arthur und der erste Band der Buchreihe Die drei ??? sowie die elfte Folge der späteren Hörspielreihe. Die Folge war außerdem die Vorlage für den Film Die drei ??? – Das verfluchte Schloss von 2009.

## Inhalt
Nach der Gründung ihres Detektivbüros suchen die drei ??? einen Auftraggeber für ihren ersten Fall. Peter weiß von seinem Vater, der beim Film und Fernsehen arbeitet, dass Alfred Hitchcock (in neuen Ausgaben nach 2005 wurde Hitchcock durch den fiktiven Regisseur Albert Hitfield ersetzt) für einen Film ein echtes Spukhaus sucht. Mit etwas Geschick und Überredungskunst schaffen es die drei Jungen, den anfangs widerstrebenden Alfred Hitchcock als Auftraggeber zu gewinnen. Sie finden auch ein leerstehendes Schloss, in dem es angeblich spukt, seit sein Besitzer Stephen Terrill verstorben ist. Die drei ??? machen sich auf den Weg, das Geheimnis des Gespensterschlosses zu ergründen.

### Die Auflösung
Terrill hatte seinen Tod nur vorgetäuscht und lebte jahrelang verkleidet unter dem Namen Jonathan Rex weiter. Mithilfe seines Freundes Mr. Charlie Grant baute er einige Dinge in das Gespensterschloss ein, mit deren Hilfe sie alle Leute, die das Schloss betraten, in Angst und Schrecken versetzten. Nach Auflösung des Falles findet Alfred Hitchcock später allerdings ein anderes Schloss, das er für seinen Film benutzt. Trotzdem hält er den Kontakt mit den drei ??? aufrecht und gibt ihnen am Ende sogar einen Zettel mit der Adresse eines Freundes, dessen Papagei verschwunden ist (nur in der Original-Ausgabe vorhanden). Daraus wurde dann Die drei ??? und der Super-Papagei.

## Kritiken
Das Hörspiel hat im Europa-Shop überwiegend sehr gute Rezensionen.
Kritisiert wurde aber, dass dies nicht die erste Folge war, die Europa vertonte, sondern erst die elfte. So schrieb Jürgen Pern von Buchwurm.info:

„Das ‚Gespensterschloss‘ ist […] ein markantes Kuriosum, denn die Buchvorlage ist der erste je veröffentlichte Fall der drei Detektive. In Deutschland jedoch befand man ihn für die jugendliche Hörerschaft anno 1979 anscheinend als ungeeignet zum Auftakt der Serie. So zog man für die Vorstellung der Hörspielserie – quasi als Versuchsballon – den ‚Super-Papagei‘ vor und das Gespensterschloss rutschte dort auf den undankbaren Platz 11. […] Wer nur die Hörspielversion kennt, sei [aber] dringend dazu angehalten, sich das Buch zu Gemüte zu führen, denn aufgrund der dort vorgenommenen Anpassungen (man musste unter anderem verschleiern, dass es sich um den ersten Fall handelt) ändert sich so manches, besonders im Hinblick auf die bekannten Unstimmigkeiten, die Europa dabei unterliefen.“

## Auflagen
- Genaue Verkaufszahlen gibt Kosmos zwar nicht bekannt, aber laut Angaben in den Büchern lässt sich darauf schließen, dass es zwischen 1968 und 1989 17 Auflagen gab, wovon es insgesamt 247.000 Exemplare aus den ersten 16 Auflagen gab (zu der Zeit stand die Auflagenzahl in den Büchern). Damit gehört es zu den meistverkauften Büchern der drei ???. Im Jahr 2009 wurde das Buch aufgrund des Filmes noch einmal neu aufgelegt, ist jetzt aber nur noch in der Collectors Edition erhältlich, in der alle Werke Robert Arthurs enthalten sind.[4]
- Die ersten zwei Auflagen haben kein schwarzes Design und das Cover stammt nicht von Aiga Rasch, sondern von Jochen Bartsch. Insgesamt erschienen nur 11.000 dieser Exemplare.[5]
- Als Alfred Hitchcock starb und damit die Lizenz zum Gebrauch seines Namens für Bücher von The Three Investigators in den USA verfiel, wurden die Bände 1 bis 30 aufwändig überarbeitet. Hitchcock wurde durch den Schriftsteller Hector Sebastian ersetzt. Da aber für diese Folge ein Regisseur vonnöten war, ersetzte man ihn hier durch Reginald Clarke.[6]

## Trivia

### Einführungen

Die Visitenkarte

Neben der ersten Begegnung mit Alfred Hitchcock und der Gründung des Detektivbüros gibt es noch weitere im weiteren Verlauf der Serie wichtige Dinge, die in dieser Folge eingeführt wurden. Dazu gehören:
- Die berühmten Visitenkarten der drei ??? werden gedruckt.
- Justus gewinnt bei einem Preisausschreiben (wie viele Bohnen in einen Topf passen, der im Schaufenster der Autofirma steht) einen Monat lang kostenlose Fahrten mit dem Rolls-Royce samt Chauffeur.
- Aufgrund eines Beinbruches bekommt Bob die Abteilung Recherchen und Archiv zugeteilt. Zwar ist sein Bein schnell wieder verheilt, die hier getroffene Aufgabenteilung bleibt jedoch in den nachfolgenden Episoden bestehen.

### Weiteres
- Das Gespensterschloss ist eines von zwei Büchern der ersten 40 Folgen, das Kosmos in diesem Jahrtausend als einzelnes Hardcover neu aufgelegt hat. Das andere ist …und die Geisterinsel. Beide waren die Bücher zu den Filmen.
- In den Vereinigten Staaten gibt es – bedingt dadurch, dass sich das Land aus einer im 17. Jahrhundert gegründeten englischen Kolonie heraus entwickelt hat – keine mittelalterlichen oder frühneuzeitlichen Schlösser und Burgen. Allerdings hat Terrill sein Schloss nachbauen lassen.
- Im Hörspiel wird nicht geklärt, wie Terrill und Rex gemeinsam auf einem Foto sein konnten. Es war eine Fotomontage.
- Neben den USA und den deutschsprachigen Ländern erschien das Buch in Großbritannien, Spanien, Katalonien, Portugal, Frankreich, Italien, Griechenland, Schweden, Dänemark, Norwegen, Finnland, Polen, Slowakei, Litauen, Kroatien, Israel, Indonesien und Vietnam. Somit wurde es in 18 verschiedene Sprachen übersetzt. Außerdem erschien 1989 in der Schweiz eine Hörspieladaption auf Schweizerdeutsch.
- Die Hörspiel-Umsetzung wurde mit einer Platin-Schallplatte ausgezeichnet.
- Bei einer Buchbewertung auf der Fansite rocky-beach.com erhielt Das Gespensterschloss den dritten Platz, nach Feuermond und Feuriges Auge.[7] Bei den Hörspielen ist Das Gespensterschloss auf der ersten Position.[7]

## Verfilmung
Bis auf das Gespensterschloss und den Namen Stephen Terrill hat der Film mit der Vorlage nur wenig gemeinsam.